# Pichilemu
Pichilemu város Chile északkeleti részén, a VI. (O'Higgins) régióban, Cardenal Caro tartományban. A 2002-es népszámlálás szerint a város lakossága 12 392 fő, a település területe pedig 9,27 km².
Szörfözés szempontjából Pichilemu strandja a világ legjobbjai között van. Különösképp jónak számít a partvonal Punta de Lobos körüli szakasza, ahol bajnokságokat is gyakran rendeznek. Bár a víz egész évben hideg, sok turista mártózik meg benne a nyári időszakban. A városhoz tartozott egy kikötő is, de ezt a chilei polgárháborúban 1891-ben felégették

## Külső hivatkozás
- Pichilemu Archiválva 2015. május 19-i dátummal a Wayback Machine-ben
- Pichilemu Wiki